# Technobabble
Technobabble (reso in italiano come tecno bla-bla) è un neologismo inglese con una certa diffusione anche in altre lingue. 

## Descrizione
Dato che techno- è il prefisso inglese (dal greco τέχνη téchnē, "arte") corrispondente all'italiano tecno- (da tecnologia) e babble in inglese significa "balbettamento" o "ciarla", l'espressione significa letteralmente "tecnobalbettamento" ("balbettamento tecnologico") o "tecnociarla", con un processo simile a quello che avviene con le cosiddette parole macedonia. Il termine indica un discorso o un modo di parlare così pieno di gergo tecnico e scientifico da essere incomprensibile a chiunque non sia uno specialista del settore, oppure un modo di dare apparenza scientifica o tecnologica a locuzioni senza senso.  Nell'ambito strettamente informatico si parla anche di computerese.
Sebbene la definizione possa riferirsi anche ad una normale discussione fra specialisti di un dato settore, dove l'ampio uso di gergo tecnico serve a rendere più rapido e preciso lo scambio di informazioni, il termine technobabble viene più spesso usato in senso dispregiativo per riferirsi a chi infarcisce le proprie frasi di una quantità eccessiva di termini specialistici del tutto superflui (spesso usati a sproposito) allo scopo di impressionare l'uditorio e risultare volutamente criptico, non di rado per mascherare di proposito la vacuità o l'inconsistenza del messaggio (vedi anche linguaggio del marketing).
Molte opere di fantascienza fanno ampio uso di termini pseudoscientifici e di technobabble per rendere l'impressione di una tecnologia molto avanzata ed appartenente a un lontano futuro. Un esempio celebre è la serie televisiva Star Trek ideata da Gene Roddenberry.